# Philipp Brucker
Philipp Brucker (* 2. September 1924 in Lahr/Schwarzwald; † 23. Juli 2013 ebenda) war ein deutscher Journalist, alemannischer Mundartdichter und Autor. Zudem war er von 1961 bis 1981  Oberbürgermeister der Stadt Lahr.

## Leben

### Kindheit, Krieg und Studium
Philipp Bruckers Vater war der Lahrer Stadtbaumeister Otto Heinrich Brucker, seine Mutter Regina Brucker geb. Wahl, eine tief religiöse Protestantin. Philipp wuchs bei seinen Eltern zusammen mit fünf jüngeren Geschwistern am Lahrer Schlossplatz auf. 1931 kam er in die Volksschule, ab der sechsten Klasse in die Quarta, die 3. Klasse des Gymnasiums.
Da sein Vater – ursprünglich Sozialdemokrat – der NSDAP beigetreten war, gehörte Philipp Brucker dem national-sozialistischen Jungvolk an und trat 1938 in die Hitlerjugend ein. Er begeisterte sich auch für Hitler, nachdem er auf einer Radtour zufällig dessen Konvoi begegnet war.

Im Juni 1942 wurde Philipp Brucker zum Reichsarbeitsdienst eingezogen; damit war die Zuerkennung der „Reife“ verbunden – das Kriegsabitur ohne Prüfung. Er wurde zu Arbeiten in Neckargerach eingesetzt. Dort wurde massiv für den freiwilligen Eintritt in die Waffen-SS geworben, worauf sich auch Philipp meldete. Ab Februar 1943 war der 18-Jährige unter anderem an der Ostfront eingesetzt.
Kurz vor Kriegsende setzte er sich ab, stellte sich in Lahr den Franzosen und wurde bis zum August 1948 interniert.
Philipp Brucker absolvierte von 1949 bis 1954 in Freiburg im Breisgau ein Studium der Germanistik und Geschichte sowie der Kunstgeschichte im Nebenfach. Zu den Professoren, bei denen er hörte, gehören der Historiker Gerhard Ritter, der Philosoph Max Müller, der Sprachwissenschaftler Friedrich Maurer und sein späterer Doktorvater Walter Rehm. 1954 schloss er mit einer Promotion zum Doktor der Philosophie ab; die Dissertation hat den Titel: „Das geschichtliche Element im dichterischen Werk von Ina Seidel.“
Durch die Begegnung mit Friedrich Maurer konnte Brucker den Mut fassen, sich zu seiner alemannischen Mundart zu bekennen und als Mundartdichter hervorzutreten.

### Berufsleben
Schon während des Studiums arbeitete Philipp Brucker der Lahrer Zeitung und der Badischen Zeitung zu. Sieben Jahre, von 1954 bis 1961 arbeitete er dann in der Redaktion der Lahrer Zeitung. Während der Auseinandersetzungen um die Wiederaufrüstung der Bundesrepublik Deutschland war in der Lahrer Zeitung in einem Leitartikel des Mantelteils auch für die Wiederaufrüstung mit Atomwaffen plädiert worden. Philipp Brucker drohte mit dem Austritt aus der Redaktion und konnte die Zusicherung erreichen, dass gelegentlich auch Gegenmeinungen gebracht würden.
Philipp Brucker heiratete im September 1952 Annelis Maihofer aus Staufen; aus der Ehe gingen zwei Töchter (* 1953) und (* 1963), sowie ein Sohn (* 1958) hervor. Seine Frau erkrankte 1972 schwer und war neunzehn Jahre bis zu ihrem Tod pflegebedürftig. Mit der Betreuung der Patientin nahmen Philipp Brucker und seine Kinder große Opfer auf sich.
1961 bewarb sich Brucker als parteiloser Kandidat zur Wahl des Oberbürgermeisters von Lahr und erreichte im Oktober im zweiten Wahlgang die absolute Mehrheit.
Die Stadt Lahr bewältigte unter Philipp Brucker als Oberbürgermeister zahlreiche Aufgaben, so den Bau der Kläranlage, „Straßenbau mit Erschließung von Baugebieten; Schulneubauten; Sportstätten; Friedhofserweiterung; Kindergarten-Zuschüsse; Renovierung und Umbau von Schlachthof und Stadthalle; Feuerwehrhaus und Rathauserweiterung; Baumaßnahmen im Pfluggebäude für Musikschule und Stadtbücherei; Altstadtsanierung; Krankenhausneubau; Altenheim-Bauzuschüsse; Sanierung der Stadtwerke; Wohnungsbau; Bau des Hallenbads; Beseitigung des Gewerbekanals.“
Durch die Gemeindereform 1971/72, in der sieben Gemeinden zu Lahr hinzukamen, erweiterte sich der Aufgabenbereich des Oberbürgermeisters noch einmal.
1973 wurde Philipp Brucker in den Kreistag des Ortenaukreises gewählt.
Philipp Brucker bahnte die Versöhnung des Erfinders des Drehkolbenmotors, Felix Wankel, mit seiner Vaterstadt Lahr an. Wankel war im Dritten Reich in Lahr in Ungnade gefallen und zeitweise inhaftiert worden. 1981 nahm Wankel die Ehrenbürgerschaft Lahrs an.
Brucker bemühte sich persönlich um die Städtepartnerschaft mit der französischen Stadt Dole, die 1962 geschlossen wurde und von beiden Seiten als Versöhnungswerk betrachtet wurde.
1967 zog die fast 15.000 Mann starke französische Garnison aus Lahr ab und wurde durch ebenso viel kanadisches Militär ersetzt. Dadurch entstanden erhebliche Probleme, die der Oberbürgermeister und die Stadtverwaltung lösen mussten. Die kanadischen Soldaten waren meist Berufssoldaten, zum Teil mit Familienanhang, und brauchten mehr Wohnungen und Infrastruktur als die Franzosen, die meist Wehrpflichtige gewesen waren. Lahr wurde zum Standort des kanadischen Hauptquartiers in Europa.
Mit Förderung durch Oberbürgermeister Brucker entstand 1972 eine Städtepartnerschaft zwischen Lahr und der kanadischen Stadt Belleville, der Schüleraustausche und private Freundschaftsbesuche folgten.
1981 stellte sich Brucker nach 20 Dienstjahren nicht mehr zur Wiederwahl als OB und trat in den Ruhestand ein.

### Philipp Brucker als alemannischer Schriftsteller
Philipp Brucker begann schon als Student, bei der Lahrer Zeitung kleine Texte in alemannischer Mundart zu veröffentlichen. Als Redakteur der Lahrer Zeitung schrieb Brucker eine wöchentliche Glosse in Mundart; viele davon erschienen 1965 auch im Buch „’s Wundergigili“. In diesen Glossen spielt die „Butzfrau Ida“ die Rolle einer Kritikerin aus dem Volk. Im Buch „Jo, Pfiffedeckel“ erzählt ein Bürgermeister namens „Pfiffedeckel“ Geschichten, die dem Leben entnommen sind. Sie wurden zuerst im Südwestfunk gesendet. Zahlreiche weitere Veröffentlichungen in Mundart, darunter auch Lyrik, folgten, einige auch in Hochdeutsch. Brucker hielt während seiner aktiven Zeit und im Ruhestand zahlreiche Mundartlesungen und wurde weit über Lahr hinaus als alemannischer Mundartdichter bekannt.

## Engagement
- 1950–1999: Vorstandsmitglied im Bezirksverband Südbaden-Südwürttemberg des Volksbund Deutsche Kriegsgräberfürsorge.[9]

## Werke
- S’ Wundergigli – Geschichten und Gedichte in Alemannischer Mundart, 1965
- Danzknöpfli – Geschichten und Gedichte in Alemannischer Mundart, 1967
- Wo gehen wir hin? Aus den Handakten eines Oberbürgermeisters, 1974
- Gestern und heute. Ein Gang durch die Lahrer Altstadt, 1978
- Wohin gehen wir jetzt? Neues aus den Handakten eines Oberbürgermeisters, 1981
- Striiwili – Geschichten und Gedichte in Alemannischer Mundart, 1982
- Der blühende Turm. Geschichten – Gedichte – Bilder., 1983
- Jo, Pfiffedeckel – Bürgermeister Pfiffedeckel erzählt Geschichten in alemannischer Mundart, 1985
- Mitarbeit an der Dokumentation „950 Jahre Burgheimer Kirche / St. Peter“, 1985
- Schlaudrikauz – Geschichten und Erinnerungen in Alemannischer Mundart, 1986
- Kaleidoskop – Eine Auslese aus den Kolumnen der Lahrer Zeitung., 1987
- Sparifandili – Eine Auslese aus den Kolumnen der Lahrer Zeitung., 1989
- Hänner's verstande?, 1991
- Brücke zur Heimat, Geschichten über Land und Leute, 1991
- Lahr, Stadt zwischen Schwarzwald und Rhein – Texte zum Bildband, 1992
- Ritscherli – Eine Auslese aus den Kolumnen der Lahrer Zeitung., 1992
- Schöne Ortenau, 1995
- Ilwetritsch – Eine Auslese aus den Kolumnen der Lahrer Zeitung., 1996
- Ringkiisili – Geschichten in alemannischer Mundart, 1996
- Von Schachteln und Schächtili, Geschichte und Geschichten aus der „Schächtilistadt“ Lahr, 1999
- Hohengeroldseck – Beschreibung, Rundgang, Geschichte, 2000
- Alleritt Gschichtli vun geschtert un hit, 2001
- Ihr liäwi Lit – Gschichtli un Beobachtunge in alemannischer Mundart. 2004
- Zit isch do – Das Leben fühlen. Gedichte. 2006
- Kaleidoskop meines Lebens, 2009